# Raión de Ostáshkov
El raión de Ostáshkov (ruso: Оста́шковский райо́н) es un distrito administrativo (raión) ruso perteneciente a la óblast de Tver. Su forma de autogobierno local es desde 2017 la de ókrug urbano (Оста́шковский городской округ), albergando su territorio un único ayuntamiento con sede en la capital distrital homónima. Se ubica en el oeste de la óblast.
En 2017, el raión tenía una población de 21 994 habitantes, de los cuales unos dieciséis mil viven en la ciudad de Ostáshkov. Los otros casi seis mil habitantes se reparten en 247 pedanías, de las cuales las más pobladas son Sigovka, Sviatoye, Zhdánovo y Svapushche, todas ellas con una población de entre trescientos y quinientos habitantes cada una.
El raión es limítrofe al noroeste con la óblast de Nóvgorod. Su paisaje está formado en gran parte por lagos, de entre los que destaca el conocido lago Seliguer. En el centro del raión, una isla del citado lago forma el asentamiento cerrado de Sólnechni, que no pertenece al raión y está bajo jurisdicción federal.